# Bad Dürrenberg
Bad Dürrenberg er en by i Saalekreis i den tyske delstat Sachsen-Anhalt.
Bad Dürrenberg ligger ved floden Saale mellem Leipzig, Merseburg og Weißenfels.
Til Bad Dürrenberg hører landsbyerne:
- Balditz,
- Goddula,
- Keuschberg,
- Kirchfährendorf,
- Lennewitz,
- Ostrau
- Vesta.